# Poa nubensis
Poa nubensis là một loài cỏ trong họ hòa thảo, thuộc chi poa.